# Clinocottus
Clinocottus is een geslacht van straalvinnige vissen uit de familie van donderpadden (Cottidae).

## Soorten
- Clinocottus acuticeps (Gilbert, 1896)
- Clinocottus analis (Girard, 1858)
- Clinocottus embryum (Jordan & Starks, 1895)
- Clinocottus globiceps (Girard, 1858)
- Clinocottus recalvus (Greeley, 1899)